# Cadix
Cadix is een gemeente in het Franse departement Tarn (regio Occitanie) en telt 233 inwoners (2015). De plaats maakt deel uit van het arrondissement Albi.

## Geografie
Cadix heeft een oppervlakte van 18,0 km² met een bevolkingsdichtheid van 12,6 inwoners per km².

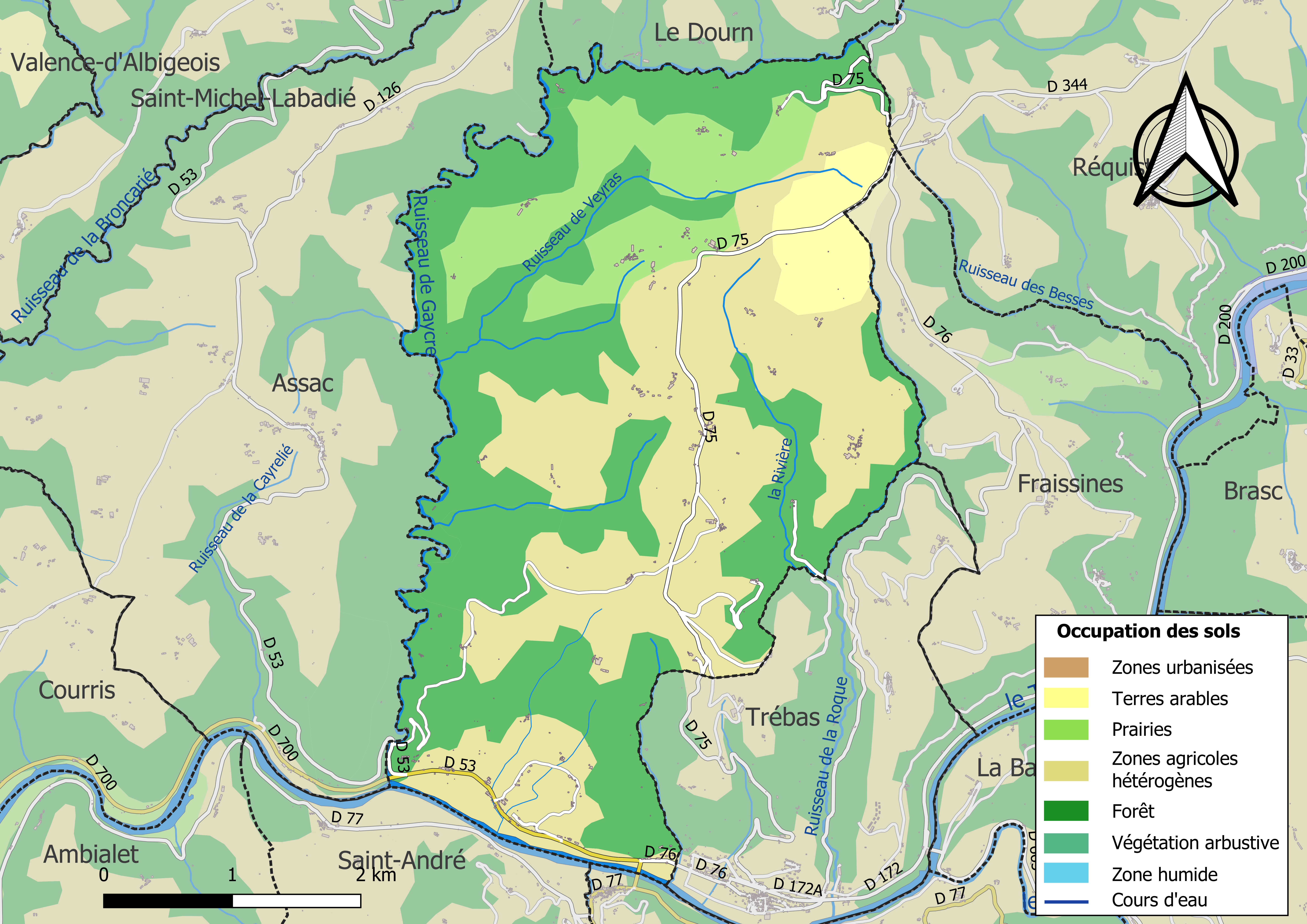
Kaart van de gemeente met de belangrijkste infrastructuur, bodemgebruik en omliggende gemeenten

## Demografie
Onderstaande figuur toont het verloop van het inwonertal (bron: INSEE-tellingen).